# Лук таласский
Лук таласский (лат. Allium talassicum) — многолетнее травянистое растение, вид рода Лук (Allium) семейства Луковые (Alliaceae).

## Распространение и экология
Вид — эндемик Тянь-Шаня.
Произрастает на скалистых и каменистых склонах в среднем поясе гор.

## Ботаническое описание
Луковицы цилиндрически-конические, диаметром 0,75—1,5 мм, с бурыми, кожистыми, почти цельными оболочками, по 1—3 прикреплены к короткому корневищу. Стебель высотой 15—75 см, на треть или почти до половины одетый гладкими влагалищами листьев.
Листья в числе 3—7, узколинейные или нитевидные, шириной 0,5—1,5 мм, желобчатые, гладкие или по краю шероховатые.
Чехол остающийся, в полтора—три раза длиннее зонтика. Зонтик шаровидный или полушаровидный, обычно многоцветковый, густой. Листочки яйцевидного околоцветника бледно-желтовато-зеленоватые, розовеющие, продолговато-ланцетные, острые, длиной 3—4 мм, наружные немного короче внутренних. Нити тычинок в полтора раза длиннее листочков околоцветника, при самом основании между собой и с околоцветником сросшиеся, цельные, шиловидные, равные. Столбик выдается из околоцветника.
Коробочка немного длиннее околоцветника.

## Таксономия
Вид Лук таласский входит в род Лук (Allium) семейства Луковые (Alliaceae) порядка Спаржецветные (Asparagales).
|  |                                      |  |                                                             |                                                             |                   |  | ещё 24 семейства (согласно Системе APG II) | ещё 24 семейства (согласно Системе APG II) |                     |  |  |  | ещё более 870 видов |
|  |                                      |  |                                                             |                                                             |                   |  | ещё 24 семейства (согласно Системе APG II) | ещё 24 семейства (согласно Системе APG II) |                     |  |  |  | ещё более 870 видов |
|  |                                      |  |                                                             | порядок Спаржецветные                                       |                   |  |                                            |                                            | род Лук             |  |  |  |                     |
|  |                                      |  |                                                             | порядок Спаржецветные                                       |                   |  |                                            |                                            | род Лук             |  |  |  |                     |
|  | отдел Цветковые, или Покрытосеменные |  |                                                             |                                                             | семейство Луковые |  |                                            |                                            | вид Лук таласский   |  |  |  |                     |
|  | отдел Цветковые, или Покрытосеменные |  |                                                             |                                                             | семейство Луковые |  |                                            |                                            |                     |  |  |  |                     |
|  |                                      |  | ещё 44 порядка цветковых растений (согласно Системе APG II) | ещё 44 порядка цветковых растений (согласно Системе APG II) |                   |  |                                            | ещё около 300 родов                        | ещё около 300 родов |  |  |  |                     |
|  |                                      |  |                                                             | ещё 44 порядка цветковых растений (согласно Системе APG II) |                   |  |                                            |                                            | ещё около 300 родов |  |  |  |                     |